# Абдул-Латіф
Абдул-Латіф (عبداللطیف; бл. 1475 — 19 листопада 1517) — 8-й казанський хан у 1497—1502 роках.

## Життєпис
Походив з династії Тука-Тимуридів, гілки Чингизідів. Син хана Ібрагіма і Нур-Султан. Народився близько 1475 року. 1479 року після смерті батька владу захопив зведений брат Ільхам. Тому Абдул-Латіф разом з матір'ю втік до Кримського ханства, де та стала дружиною Менґлі I Ґерая.
На початку 1490-х під час спільних москово-кримських дій проти Великого князівства Литовського років вступив на службу до Івана III, великого князя Московського, в якого отримав у володіння місто Звенигород.
1497 року за підтримки казанської знаті змінив хана Мамука, казанського хана. Спочатку орієнтувався на Велике князівство Московське. У березні 1499 року за підтримки Москви відбив потужне вторгнення Агалака, брата Мамука. В результаті зумів остаточно зміцнитися на троні. Встановив зрештою мирні відносини з Сибірським ханством.
Після цього поступово почав проводити незалежну політику. У 1502 році повалений московським військом за підтримки мурзи Кол-Ахмата й замінений братом Мухаммед-Аміном. Заслано до Білоозера. У січні 1508 року звільнено завдяки хану Менглі I Ґераю. Отримав у володіння Юр'євець-Повольський зі статусом удільного князя.
У травні 1512 року був звинувачений у сприянні набігу кримських татар, якими керували сини кримського хана — Ахмед Ґерай і Бурнаш Ґерай, внаслідок чого арештований і позбавлений володінь.
1516 року, коли казанський хан Мухаммед-Амін захворів, до Москви прибуло посольство в особі сеїда Шах-Хусейна, мурз Шах-Юсуфа і Бакши Бозек, з проханням звільнити Абдул-Латіфа з під арешту і визнати його законним спадкоємцем престолу. Це було зроблено. Також Абдул-Латіф отримав у власність Каширу. Втім у листопаді 1517 року Абдул-Латіф помер з невідомої причини.